# NGC 4680
NGC 4680 је спирална галаксија у сазвежђу Девица која се налази на NGC листи објеката дубоког неба.
Деклинација објекта је - 11° 38' 11" а ректасцензија 12h 46m 54,7s. Привидна величина (магнитуда) објекта NGC 4680 износи 12,8 а фотографска магнитуда 13,7. Налази се на удаљености од 39,3000 милиона парсека од Сунца. NGC 4680 је још познат и под ознакама MCG -2-33-7, IRAS 12443-1121, PGC 43118.